# Gulaks
Gulaks (Anthoxanthum) er en slægt med 9 arter, som er udbredt på alle kontinenter (én af arterne findes tilmed på Falklandsøerne), men med hovedvægt i Centralasien. Det er énårige urter eller stauder med tuedannende vækst. Flere af arterne indeholder kumarin, som giver planten, og især hø af den, en behagelig duft. Her beskrives kun de arter, der er vildtvoksende i Danmark.
| Beskrevne arter |

- Enårig gulaks (Anthoxanthum aristatum)
- Vellugtende gulaks (Anthoxanthum odoratum) eller Almindelig Gulaks

| Øvrige arter |

- Anthoxanthum amarum
- Anthoxanthum flexuosum
- Anthoxanthum glabrum
- Anthoxanthum monticola
- Anthoxanthum nitens
- Anthoxanthum occidentale
- Anthoxanthum redolens